# Купча, Валерий Пименович

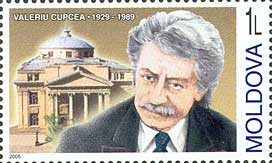
Почтовая марка Молдавии посвящённая В. Купча. 2005 г.

Вале́рий Пиме́нович Ку́пча (рум. Valeriu Cupcea; 12 марта 1929, село Купкуй, Кишинёвский уезд, губернаторство Бессарабия, Королевство Румыния — 15 января 1989, Кишинёв, Молдавская ССР, СССР) — молдавский советский актёр театра и кино, режиссёр.
Народный артист Молдавской ССР (1975).

## Биография
Родился 12 марта 1929 года в селе Купкуй Кишинёвского уезда в интеллигентной семье. Отец — Пимен Купча, агроном-инженер, выпускник факультета сельскохозяйственных наук Ясского университета имени А. И. Кузы, создатель технологий производства вин «Негру де Пуркарь» и «Росу де Пуркарь», работал директором Купкуйской сельскохозяйственной школы, с 1934 года (после переезда семьи в Кишинёв) — учитель в Школе виноградарства (второй класс), а затем и директор. Мать — Лариса Купча, выпускница Ясского университета имени А. И. Кузы, преподаватель естественных наук; из семьи священника Георгия Агура, настоятеля храма святого Николая в Купкуе, также являвшего настоятелем храма святого Николая в Леове и преподавателем Священного Писания в двухклассной приходской школе, и матушки Елены, выпускницы Кишинёвского епархиального женского училища. Младшая сестра — Аргентина Купча-Жосул.
Окончил кишинёвский лицей им. Хашдеу, позже Институт театрального искусства им. А. Н. Островского в Ленинграде.
С 1952 года играл на сцене Молдавского драматического театра имени А. С. Пушкина в Кишинёве, а с 1956 года — режиссёр этого театра. В 1963—1977 и 1981—1985 годы Валериу Купча был первым директором и главным режиссёром Молдавского музыкально-драматического театра им. А. С. Пушкина.
Поставил более 50 спектаклей: «Таке, Янке и Кадыр» В. И. Попа (1960), «Маскарад» М. Лермонтова (1965), «Я, бабушка, Илико и Илларион» Н. Думбадзе (1967), «Фауст и смерть» А. Левады (1961), «Тигр и гиена» Ш. Петефи (1971), «Ханума» А. Цагарели (1983). Из молдавской драматургии: «Фонтан Бландузии» (1967), «Карнавал в Яссах» (1969), «Кирица в Яссах» (1971), «Сынзяна и Пепеля» (1982) по произведениям В. Александри, инсценировки по Иону Крянгэ «Свекровь с тремя невестками» (1967, 1972, 1983), «Воспоминания…» (1977) и др.
Умер в 1989 году. Похоронен на Армянском (православном) кладбище в Кишинёве.

## Избранные театральные роли
- Честерфильд («Вольный ветер» И. Дунаевского, 1953)
- Браун в «Трёхгрошовой опере» Б. Брехта (1964),
- Хлопов в «Ревизоре» Н. В. Гоголя (1972),
- Фердинанд в «Бурном Дунае» по Ем. Букову (1958).
- старик Обрежа в «Сыновья леса» (1954),
- Петре в «Каса маре» И. Друцэ (1962).
- М.Эминеску в одноимённой пьесе M. Штефанеску (1966),
- Дмитрий Кантемир в «Знаке Единорога» И. Георгицэ (1973),
- Тудор Мокану в «Дойне» И. Друцэ (1982),
- Милеску Спэтару в «Прологе» В. Матея (1988) и др.

## Избранная фильмография
В кино дебютировал в 1955 году в картине «Молдавские напевы».
- 1969 — Один перед любовью — Борис Менделевич Майер
- 1971 — Лаутары
- 1972 — Последний гайдук — эпизод
- 1973 — Зарубки на память — эпизод
- 1973 — Дмитрий Кантемир — Маврокордат
- 1976 — Не верь крику ночной птицы
- 1978 — Подозрительный — Дони
- 1978 — Крепость — Фриц Тольд
- 1979 — Я хочу петь
- 1979 — Здравствуйте, я приехал! — Валерий Пименович
- 1980 — Родила меня мать счастливым… — директор школы Мартын Сергеевич
- 1982 — Июньский рубеж
- 1983 — Найди на счастье подкову — Антон Григораш
- 1986 — Лучафэрул

## Память
- В память об актёре и режиссёре Валериу Купче Министерством культуры и туризма Молдавии в 2001 году была учреждена премия его имени. Её лауреатами становились актёры Констанца Тырцэу, Виорика Киркэ и Михай Волонтир, а также актёры и режиссёры Сандри Ион Шкуря и Илья Тодоров.
- Одна из улиц Кишинёва носит имя В. Купча.
- В Национальном театре им. Михая Еминеску зал-студия, где ставятся экспериментальные молодёжные пьесы, носит имя Валериу Купча.
- В 2005 году почта Молдавии выпустила марку, посвящённую В. Купча.
- В 1993 году посмертно награждён молдавским орденом Республики[1].
- В 1999 году посмертно награждён молдавской медалью «Михай Эминеску»[2]